# X-birtok
A Xavier Birtok (az eredetiben X-Mansion) New York állam Westchester megyéjében, Salem Centerben a Graymalkin Lane 1407-es szám alatt található kitalált birtok. Mind az X-Men nevű kitalált szereplőkből álló szuperhős csapat, mind annak ifjúsági tagozata, az Új Mutánsok tevékenységének bázisa.

## Története
A földtulajdon, amely ma a két csapat alapítójának Charles Xavier professzornak a birtokában van, tíz generáció óta családjáé. A kúriát eredetileg Xavier egyik tengerjáró holland őse építette a környéken található kőből a Breakstone-tó partjára. Az évek során bevezették a villanyt, felújították és modernizálták. Gyakran azért kerül sor újjáépítésekre, hogy az X-Men céljait szolgáló konstrukciókkal lássák el a házat, vagy épp új helyiségeket hozzanak benne létre: például földalatti hangárokat, a Harci Termet összes tartozékaival és nagysebességű szállítási alagutakat.
Az idegen Szidri harcosok támadása során elpusztult, de újjáépítették, felhasználva a fejlett siár technológiákat, amit Lilandra Neramani, az akkori siár uralkodónő bocsátott a rendelkezésükre.
A környék lakói előtt titkolják az X-Men jelenlétét. A közvélemény szemében a birtok Xavier professzor tehetséggondozó magániskolája, ahová hallatlanul nehéz bekerülni. Charles Xavier röpke távolléte alatt egy időben az iskola élén a mutáns Magneto állt, aki a professzor bátyjának, Michaelnek adta ki magát. Valójában az iskola összes tagja az X-Men, vagy az Új-Mutánsok tagja.
Az X-birtokot (X-Mansion) később átnevezték Xavier Professzor Tehetséggondozó Iskolájáról (Xavier's School for Gifted Youngsters) Xavier Institute for Higher Learning-re, ahogy az X-ek legnagyobb része felnőtt és kevesebb lett a tizenéves hallgató. 
Az eredeti iskolát áthelyezték a Massachusetts Academy-hez Bostonba, ami a harmadik generációs X-Men csapat, a Generation X képzésére szolgált.
Néhány évvel később a Massachusetts Academy bezárt. A fiatalabb mutánsok visszaköltöztek az X-birtokra, de a régi nevet már így sem használták.

## Tanárok
- A Bestia matematikát és más reál tudományokat oktat
- Emma Frost miután átvette az iskola irányítását etikát tanít, Kitty Pryde legnagyobb elszörnyedésére.
- Gambit a saját csapatát edzi.
- A Jégember üzletet oktat.
- Karma francia nyelvet tanít és azokat a mutánsokat felügyeli akik túl fiatalok, hogy az Új Mutánsokhoz csatlakozzanak
- Árnyék drámát tanít.
- Sarkcsillag közgazdaságtant ad elő.
- Főnix telekinézist tanít. Egyik diákja Julian Keller egy alkalommal, hogy képességeit bizonyítsa telekinetikusan kigombolja Jean Grey blúzát.
- Árnymacska számítógépes ismereteket ad elő.
- Rozsomák közelharcot oktat.
- Küklopsz elsősorban taktikát tanít (és Logan egy elejtett megjegyzése szerint haladó önsajnálatot).
- Vihar írást oktat, de csak az X-Men filmekben.

## Lokáció és belső berendezés
A Graymalkin Lane és a Breakstone-tó határolta hatalmas területen fekszik. Közvetlenül a kúria mögött egy olimpiai méretű úszómedence található. A birtok több pontján vannak istálló és egy csónakház. A kíváncsiskodók szeme elől rejtve helyezkednek el a hangárok és egy, az X-Men Fekete Madara (a „Black Bird” nevű repülőgép) részére kialakított felszállópálya. Ezek a felszerelések földalatti alagútpályán haladó nagysebességű mágneses sínautókon közelíthetők meg.

### Padlástér
A Xavier-kúria padlásterét elsősorban tárolónak használják, mindazonáltal itt van Ororo Munro-nak azaz Viharnak (Strom) a lakhelye is. Vihar jobban kedveli ezt a tágas rezidenciát, mint a szűkebb szobákat, amikben a többi X-men lakik. Ororo itt tárolja tekintélyes növénygyűjteményét is, ami a tetőablakon keresztül beáradó napfényben sütkérezik. Szintén itt van a „játszószoba”, a társalgó, a híradó felszerelések terme, és a kupolába vezető lépcső.

### Első emelet
Vihart leszámítva, az összes X-men és az Új Mutánsok is a kúria első emeletén birtokol saját különbejáratú lakhelyet. Charles Xavier professzornak vannak szobái a földszinten és az első emeleten is: hálószobája az elsőn van. Távolléte alatt Magneto használta őket.
Az egyik szárnyat az Új Mutánsok, a másikat az X-ek használják. Az Új Mutáns Varázs és az X-men Árnymacska egy szobában laknak. A korábbi személyzet tagjai, Thomas Corsi és Sharon Friedlander, szintén ezen az emeleten laknak. Az itt található vendégszobák egyik leggyakoribb lakója Xavier munkatársa Dr. Moira MacTaggart. Az első emeleten van még egy mosókonyha, egy műhely és egy társalgó.

### Földszint
Itt található a kúria bejárata, a hátsó kijárat (melyen keresztül az úszómedence és a birtok nagyobb része is megközelíthető), számos ellenőrző és riasztóberendezés, egy ragyogóan berendezett fogadószoba és étkező, valamint egy kevésbé ünnepélyes másik étkező, melyet reggelizőnek és ebédlőnek használnak és egy lakályos nappali.
A professzornak itt is vannak szobái, itt rendezte be a dolgozószobáját, valamit a Cerebro vezérlőközpontját, valamint a legtöbb iskolai óra helyszínéül szolgáló könyvtárat. Szintén itt van a birtok legnagyobb számítógépterme és a konyha is.

### Alagsor
A hagyományos alagsorok tisztjét tölti be: olaj és vízfűtő berendezések, borospince, könyvraktár, nem használt bútorok tárolására szolgáló helyiség, egy mosószoba segítségével. Szintén itt található a számítógép központi memóriája és a siár tartalék-energia generátor. Innét lehet egy rejtett átjáró segítségével lejutni a további, alsóbb szintekre.

### Alagsor alatti első szint
Alapvetően betegellátóként funkcionál, berendezése: egy teljesen felszerelt műtő, 25 férőhelyes kórterem, tornaterem és fedett uszoda, szauna, gőzfürdő és öltözők. Ez a szint ad otthont a különböző laboratóriumoknak és nagysebességű mágneses sínautók garázsának is, melyekkel a hangárba lehet eljutni.

### Alagsor alatti második szint
A Xavier-kúria legutóbbi átalakítása során az új siár technológia vívmányainak nagy részét beépítették erre a szintre. Legnagyobb részét a Harci Terem foglalja el. A fennmaradó részek megoszlanak, hogy helyet adjanak egy újabb könyvtárnak, tartalékokat tároló helyiségeknek.

### A Harci Terem
Az eredeti a földszinten volt és a földi fejlett technológia eredményeit használta (például robotokat) abból a célból, hogy megtanítsa a professzor növendékeit velük született képességeinek optimális használatára. Az újjáépített ezzel szemben összetett holografikus vetítőket alkalmaz, melyek segítségével bármilyen környezet pontos mását ki lehet alakítani. Az edző mutánsok összemérhetik erejüket hologram-robot hibrid ellenfelekkel.

## Külső hivatkozások
- Xavier Institute at UncannyXmen.net